# Tom Sizemore
Pour les articles homonymes, voir Sizemore.
Tom Sizemore, né le 29 novembre 1961 à Détroit, Michigan (États-Unis) et mort le 3 mars 2023 à Burbank, Californie (États-Unis) est un acteur, producteur et scénariste américain.

## Biographie

### Enfance
Thomas Edward Sizemore Jr. naît le 29 novembre 1961 à Détroit (Michigan). Sa mère, Judith Schannault, est fonctionnaire de la ville de Détroit, et son père, Thomas Edward Sizemore, Sr, était avocat et professeur de philosophie. Il a été élevé dans la religion catholique romaine. Dans son autobiographie, Sizemore a affirmé que son grand-père maternel était d'origine française et amérindienne.

### Carrière
Diplômé en théâtre de l'université Temple en 1986, Tom Sizemore s'installe à New York à la fin des années 1980 et débute sur le petit écran en 1988, dans la série China Beach. En 1989, son premier rôle au cinéma, Tom Sizemore l'obtient aux côtés de Sylvester Stallone dans le drame Haute sécurité (Lock Up) de John Flynn. La même année, il incarne furtivement un vétéran de la guerre du Viêt Nam dans Né un 4 juillet d'Oliver Stone. Ses performances le destinent à des rôles de dur à cuire : truand, policier, soldat, tout au long de sa carrière. 
On le voit ainsi du mauvais côté de la loi dans Blue Steel de Kathryn Bigelow en 1990, embarqué dans l'intrigue militaire du Vol de l'Intruder (Flight of the Intruder) de John Milius un an plus tard, puis agent de la Drug Enforcement Administration (DEA) dans Point Break, à nouveau sous la direction de Kathryn Bigelow.
Les seconds rôles musclés se succèdent, comme dans Passager 57 en 1992 et True Romance en 1993. Réalisé par Tony Scott, ce dernier film est écrit par Quentin Tarantino, qui avait auditionné Tom Sizemore à six reprises pour le rôle de Mr Pink de son Reservoir Dogs, finalement attribué à Steve Buscemi. Pour son rôle dans Drôles de fantômes, il obtient le Saturn Award du meilleur second rôle masculin. En 1994, Tom Sizemore retrouve Tarantino et Oliver Stone pour Tueurs nés, écrit par le premier et mis en scène par le second. Un an plus tard, il tourne une nouvelle fois sous la direction de Kathryn Bigelow dans Strange Days, après avoir tourné Le Diable en robe bleue de Carl Franklin, où il pousse Denzel Washington à enquêter.
Il excelle dans les rôles de truand, comme dans Heat de Michael Mann (1995), ou de policier, comme dans le film d'horreur Relic de Peter Hyams (1997). En 1998, Tom Sizemore passe à nouveau sous les drapeaux dans Il faut sauver le soldat Ryan, dans un rôle de sous-officier rompu aux combats et peu impressionnable. Le film s'est avéré être son projet le plus réussi commercialement, rapportant 217 000 000 $ au box-office. Suivront une courte apparition dans Ennemi d'État de Tony Scott, puis deux rôles de médecin dans À tombeau ouvert de Martin Scorsese et Planète rouge d'Antony Hoffman.
Fidèle à son image, Tom Sizemore revêt encore à deux reprises l'uniforme de l'armée américaine pour deux films à grand spectacle : Pearl Harbor de Michael Bay en 2001, puis La Chute du faucon noir de Ridley Scott un an plus tard. Il interprète le rôle de Sonny Forelli dans le jeu vidéo Grand Theft Auto : Vice City. Il prend part au film Ticker (2001), un film d'action réalisé par Albert Pyun, avec Steven Seagal et Dennis Hopper. Il joue également  dans la série télévisée Los Angeles : Division homicide (2001), annulée au milieu de sa première saison. Il apparaît dans le film Paparazzi (2004), produit par Mel Gibson, et joue un policier en civil dans Swindle (2006), aux côtés de Sherilyn Fenn.
La même année, il joue dans The Genius Club. Il rentre dans la peau d'un terroriste qui nargue sept génies pour qu'ils résolvent les problèmes du monde en une nuit. Il obtient ensuite un rôle principal dans le film thriller Splinter avec Edward James Olmos. En 2007, la chaîne spécialisée américaine VH1 lui propose une série de télé-réalité en six épisodes nommée Shooting Sizemore. Elle passe en revue la vie de l'acteur alors qu'il s'évertue à relancer sa carrière tout en affrontant une vieille dépendance à la méthamphétamine et à l'héroïne. La série couvre également l'appel en cours de sa condamnation pour l'agression d'Heidi Fleiss.
La même année, l'acteur joue dans le film dramatique indépendant Game of Life avec Heather Locklear, Tom Arnold et Jill Hennessy, réalisé par le réalisateur et producteur syrien Joseph Merhi. En 2008, Sizemore apparaît dans deux films proposés au Festival du film de Sundance : Red et American Son. Il joue aussi dans The Last Lullaby, The Flyboys avec Stephen Baldwin, le film d'action Stiletto avec Tom Berenger et Michael Biehn, le film dramatique Toxic avec Costas Mandylor et le drame canadien A Broken Life.
Par la suite, il participe à cinq épisodes de la série télévisée Crash avec Dennis Hopper et dans le film comique Super Capers en 2009.
En 2010, Sizemore joue aux côtés de l'acteur d'arts martiaux Mark Dacascos dans le film d'action Commando de l'ombre puis apparaît dans un épisode de It's Always Sunny in Philadelphia. Il apparaît aux côtés des Insane Clown Posse dans le film comique Big Money Rustlas.

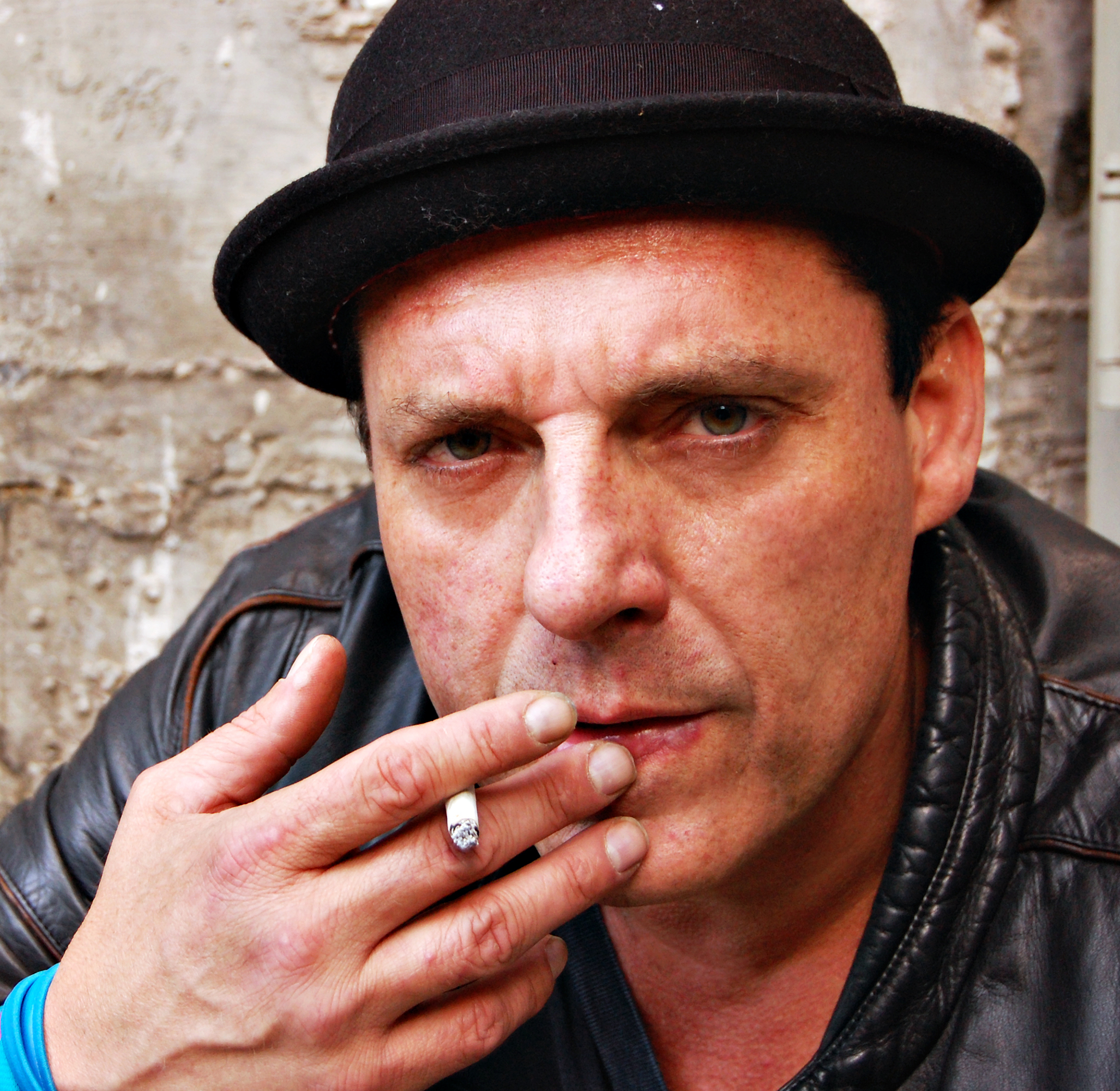
Tom Sizemore en 2010.

En 2011, il obtient un rôle dans Suing the Devil et White Knight (Cellmates).
En 2013, il donne la réplique à Kyra Sedgwick et Vincent D'Onofrio dans la comédie dramatique Chlorine. Il partage l'affiche avec Michael Madsen dans Five Thirteen. En 2014, il est impliqué dans le film d'horreur indépendant Murder101 et celui d'aventure The Age of Reason.
C'est en 2016 que sa carrière rebondit grâce à sa participation à six épisodes aux côtés de Ryan Philippe dans la série Shooter proposé par le USA Network. Il a ensuite reçu des évaluations positives pour le thriller dramatique Calico Skies.
En 2017, il apparaît dans le rôle de l'agent d'assurance Anthony Sinclair dans la mini-série Twin Peaks: The Return de David Lynch et a interprété l'agent du FBI Bill Sullivan dans le film dramatique Mark Felt : The Man Who Brought Down the White House.
En 2020, il tourne CLEAN, un thriller horrifique de Vjekoslav Katusin pour lequel il remporte un Vegas Movie Award, puis un second en 2021 pour son rôle secondaire dans le film indépendant The Electric Man avec Vernon Wells et Eric Roberts. En 2022, il remporte également un IndieFEST Film Award et un Accolade Competition Award pour son rôle secondaire dans The Electric Man.  
En janvier 2022, Sizemore rejoint le casting de The Legend of Jack and Diane, un long métrage décrit comme un thriller de vengeance au féminin, réalisé et écrit par Bruce Bellocchi. La même année, il est la vedette principale de la série comique Barbee Rehab, aux côtés de Bai Ling et Janice Dickinson.
Il participe aussi au film CLEAN réalisé par Aurelio Toni Agliata.

### Vie privée
En 1996, Tom Sizemore épouse l'actrice Maeve Quinlan, mais ils divorcent en 1999 en raison des problèmes de drogue de Sizemore qui en consomme depuis l'âge de 15 ans.
En juillet 2005, Janelle McIntire donne naissance à Jayden et Jagger, des jumeaux dont le père est Sizemore. 
Le 25 juin 2007, Tom Sizemore est condamné à seize mois de prison ferme après avoir reconnu avoir transgressé les conditions de sa mise à l'épreuve du mois de mai de la même année (il s'était fait interpeller en possession d'une très puissante drogue de synthèse). Cette interpellation faisait suite à sa condamnation, en février 2006, à une peine de 16 mois de prison ferme à Los Angeles (peine suspendue), après avoir plaidé coupable de possession de la même drogue. Il avait alors disposé d'une mise à l'épreuve de trois ans.
En 2010, Janelle McIntire saisit la Justice pour requérir une mesure restrictive à l'encontre de Sizemore qui l'aurait attaquée.
La même année, Sizemore apparaît dans la 3e saison de Celebrity Rehab, une télé-réalité où des célébrités racontent leurs problèmes de drogues ou d'alcool. En 2012, il déclare être sobre depuis une année.
En mai 2018, une femme porte plainte contre Tom Sizemore, l'accusant d'attouchements durant une séance photo en 2003, alors qu'elle avait 11 ans. L'acteur nie ces accusations.

### Mort
Tom Sizemore est victime d'un anévrisme cérébral le 18 février 2023. L'acteur étant dans un état de mort cérébrale, sa famille décide l'arrêt des soins. Il meurt le 3 mars 2023 à Burbank, (Californie, États-Unis). Son agent déclare : « C'est avec une grande tristesse et un grand chagrin que je dois annoncer que l'acteur Thomas Edward Sizemore (« Tom Sizemore »), âgé de 61 ans, est décédé paisiblement dans son sommeil aujourd'hui à l'hôpital St-Joseph de Burbank. Son frère Paul et ses jumeaux Jayden et Jagger (âgés de 17 ans) étaient à ses côtés ».

## Filmographie

### Cinéma

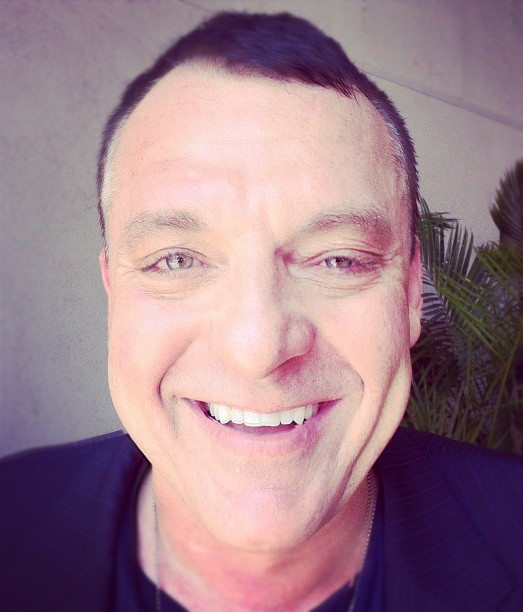
Tom Sizemore en 2012.

- 1989 : Haute Sécurité (Lock up) de John Flynn : Dallas
- 1989 : Blue Steel de Kathryn Bigelow : le braqueur de la supérette
- 1989 : Rude Awakening de David Greenwalt et Aaron Russo : Ian
- 1989 : Penn and Teller Get Killed d'Arthur Penn : Le second agresseur (non crédité)
- 1990 : Né un 4 juillet (Born on the Fourth of July) d'Oliver Stone : un vétéran à la villa Dulce
- 1990 : A Matter of Degrees de W.T. Morgan : Zeno Stefanos
- 1990 : Le Vol de l'Intruder (Flight of the Intruder) de John Milius : Boxman
- 1990 : La Liste noire (Guilty by Suspicion) de Irwin Winkler : Ray Karlin
- 1991 : Point break, extrême limite (Point Break) de Kathryn Bigelow : agent Deets (non crédité)
- 1991 : Harley Davidson et l'Homme aux santiags (Harley Davidson and the Marlboro Man) de Simon Wincer : Chance Wilder
- 1991 : La Mort en dédicace (Where Sleeping Dogs Lie) de Charles Finch : Eddie Hale
- 1992 : Passager 57 (Passenger 57) de Kevin Hooks : Sly Delvecchio
- 1992 : Bad Love (Love Is Like That) de Jill Goldman : Lenny
- 1993 : Watch It de Tom Flynn : Danny
- 1993 : Drôles de fantômes (Heart and Souls) de Ron Underwood : Milo Peck
- 1993 : True Romance de Tony Scott : Cody Nicholson
- 1993 : Piège en eaux troubles (Striking distance) de Rowdy Herrington : Danny Detillo
- 1994 : Wyatt Earp, de Lawrence Kasdan : Bat Masterson
- 1994 : Tueurs nés (Natural born killers) d'Oliver Stone : Détective Jack Scagnetti
- 1995 : Le Diable en robe bleue (Devil in a blue dress) de Carl Franklin : DeWitt Albright
- 1995 : Strange Days de Kathryn Bigelow : Max Peltier
- 1995 : Heat de Michael Mann : Michael Cheritto
- 1997 : Relic (The Relic) de Peter Hyams : Lieutenant Vincent D'Agosta
- 1998 : Il faut sauver le soldat Ryan (Saving Private Ryan) de Steven Spielberg : sergent Mike Horvath
- 1998 : Ennemi d'État (Ennemy of The State) de Tony Scott : Paulie Pintero (non crédité)
- 1999 : The Florentine de Nick Stagliano : Teddy
- 1999 : Le Match du siècle (The Match) de Mick Davis : Buffalo
- 1999 : Les Adversaires (Play it to the bone) de Ron Shelton : Joe Domino
- 1999 : À tombeau ouvert (Bringing out the dead) de Martin Scorsese : Tom Wolls
- 2000 : Get Carter de Stephen T. Kay : Les Fletcher (caméo vocal)
- 2000 : Planète rouge (Red Planet) d'Antony Hoffman : Dr Quinn Burchenal
- 2001 : Explosion imminente (Ticker) d'Albert Pyun : détective Ray Nettles
- 2001 : Pearl Harbor de Michael Bay : sergent Earl Sistern
- 2001 : La Chute du faucon noir (Black Hawk down) de Ridley Scott : colonel Danny McKnight
- 2002 : Swindle de K.C. Bascombe : Seth George
- 2002 : Welcome to America de Rish Mustaine et John Sjogren : Zach
- 2002 : Big Trouble de Barry Sonnenfeld : Snake Dupree
- 2003 : Dreamcatcher : L'Attrape-rêves (Dreamcatcher) de Lawrence Kasdan : lieutenant Owen
- 2003 : Pauly Shore est mort (Pauly Shore Is Dead) de Pauly Shore : lui-même (caméo)
- 2004 : Paparazzi : Objectif chasse à l'homme (Paparazzi) de Paul Abascal : Rex Harper
- 2005 : No Rules (en) de Gerry Anderson : Kain Diamond
- 2005 : The Nickel Children de Glenn Klinker : Freedo
- 2005 : Piggy Banks de Morgan J. Freeman : Le père
- 2006 : Zyzzyx Road de John Penney : Joey
- 2006 : Bottom Feeder de Randy Daudlin : Vince Stoker
- 2006 : Dark Memories (Ring Aroung the Rosie) de Rubi Zack : Pierce
- 2006 : Shut Up and Shoot! de Silvio Pollio : lui-même
- 2006 : The Genius Club de Timothy A. Chey : Armand - également producteur exécutif
- 2006 : Splinter de Michael D. Olmos : détective Cunningham
- 2007 : Game of Life de Joseph Merhi : Burt
- 2007 : White Air de U. Wolfgang Wagenknecht : Steve
- 2007 : Protecting the King de D. Edward Stanley : Ronnie
- 2007 : La Prison hantée (Furnace) de William Butler : Frank Miller
- 2008 : A Broken Life de Neil Coombs : Max
- 2008 : American Son de Neil Abramson (en) : Dale
- 2008 : Red de Trygve Allister Diesen et Lucky McKee : Michael McCormack
- 2008 : The Last Lullaby de Jeffrey Goodman : Price
- 2008 : Stiletto de Nick Vallelonga : Large Bills
- 2008 : Toxic de Alan Pao : Van Sant
- 2008 : The Flyboys de Rocco DeVilliers : Angelo Esposito
- 2009 : The Grind de John Millea : Chuck
- 2009 : Commute de Marc Wasserman et Dave Cohen : Dieu
- 2009 : Super Capers de Ray Griggs : Roger Cheatem
- 2009 : Corrado de Adamo Paolo Cultraro : Paolo Spinello
- 2009 : Good God Bad Dog de Beni Tadd Atoori : Ezra Mann
- 2009 : Double Duty de Stephen Eckelberry : Craig
- 2009 : 21 and a Wake-Up de Chris McIntyre : Jack Breedlau
- 2010 : Big Money Rustlas de Paul Andresen : lui-même (caméo)
- 2010 : Murder 101 de Michael Phillip Edwards : l'agent du FBI Ridley
- 2010 : Commando de l'ombre (Shadows in Paradise) de J. Stephen Maunder : le colonel Bunker
- 2010 : Corrado (en) d'Adamo P. Cultraro - également producteur
- 2011 : Cross de Patrick Durham : détective Nitti
- 2011 : Black Gold de Jeta Amata : détective Brandano
- 2011 : Suing the Devil de Timothy A. Chey : Tony Anzaldo
- 2011 : Cellmates de Jesse Barget : Leroy Lowe
- 2011 : Morella de Adam Ropp : Père Murray (court-métrage)
- 2011 : Cousin Sarah de Jenni Gold : Lloyd
- 2011 : The Snitch Cartel de Carlos Moreno : agent de la DEA Sam Mathews
- 2012 : El bosc d'Óscar Aibar : Pickett
- 2013 : Remnants de Tim Szczesniak, André Freitas, Jared Young, Chance White et Matthew Young : général Vincent Tate - également producteur
- 2013 : Company of Heroes de Don Michael Paul : Dean Ransom
- 2013 : Chlorine de Jay Alaimo : Ernie
- 2013 : Paranormal Movie de Kevin P. Farley : lui-même
- 2013 : Before I Sleep de Aaron et Billy Sharff : Randy
- 2013 : Chlorine de Jay Alaimo : Ernie
- 2014 : Five Thirteen de Kader Ayd : Glen
- 2014 : Bad Luck (Reach Me) de John Herzfeld : Frank
- 2014 : En territoire ennemi 4 : Opération Congo (SEAL Team 8: Behind Enemy Lines) de Roel Reiné : Ricks
- 2014 : Alternate Realities d'Amir Valinia : Mark Hume
- 2014 : Auteur de George Cameron Romero : lui-même
- 2015 : The Intruders de Adam Massey : Howard Markby
- 2015 : Laugh Killer Laugh de Kamal Ahmed : le directeur de l'orphelinat
- 2015 : The Bronx Bull de Martin Guigui : Bob
- 2015 : 6 Ways to Die de  Nadeem Soumah : Mike Jones
- 2016 : USS Indianapolis: Men of Courage de Mario Van Peebles : McWhorter
- 2016 : Lord of Drug (Crosing Point) de Daniel Zirilli : Pedro - également coproducteur
- 2016 : Beyond Valkyrie: Dawn of the Fourth Reich de Claudio Fäh (en) : sergent O'Malley
- 2016 : Traded de Timothy Woodward Jr. : Lavoie
- 2016 : Weaponized de Timothy Woodward Jr. : Kyle Norris
- 2017 : Collar de David Wilson : Hamilton Markham
- 2017 : Radical de George Cameron Romero : Agent McKitrick
- 2017 : Blue Line de Jacob Cooney : détective Broza
- 2017 : The Getter de Jacob Cooney : Moe Cadillac
- 2017 : House Rules de Jacob Cooney : détective Jake Dawson
- 2017 : Charlie Charlie de Glenn Plummer : Richard Gates
- 2017 : The Immortal Wars de Joe Lujan : Bloodshed
- 2017 : Atomica de Dagen Merill : Zek
- 2017 : The Secret Man: Mark Felt (Mark Felt: The Man Who Brought Down the White House) de Peter Landesman : l'agent du FBI Bill Sullivan
- 2018 : Speed Kills de Jodi Scurfield : Mobster
- 2019 : Abstruse d'Harley Wallen : Max London
- 2020 : Adam (en) de Michael Uppendahl (en) : « Lucky »
- 2021 : Hustle Down de R. Ellis Frazier : Cully
- 2022 : The Electric Man de B. Luciano Barsuglia : Jace
- 2022 : Amber Road de B. Luciano Barsuglia : Pluto
- 2022 : Project Skyquake de József Gallai : Hank
- 2022 : Impuratus de Mike Yurinko : Detective Clayton Douglas
- 2023 : The Trouble with Billy de William McNamara : Bob Carter

### Télévision

#### Téléfilms
- 1998 : La Famille trahie (Witness to the Mob) de Thaddeus O'Sullivan : John Gotti (téléfilm)
- 1999 : Témoins sous contrôle (Witness Protection) de Richard Pearce : Bobby Batton (téléfilm)
- 2002 : Sins of the Father de Robert Dornhelm : Tom Cherry (téléfilm)
- 2004 : Hustle de Peter Bogdanovich : Pete Rose (téléfilm)
- 2007 : Superstorm
- 2007 : La Prison hantée (Furnace) de William Butler
- 2012 : Crosshairs : Jimmy Marcos

#### Séries télévisées
- 2002 : Los Angeles : Division homicide (saison 1) : le lieutenant Sam Cole
- 2004-2006 : Dr Vegas (saison 1) : Vic Moore
- 2008 : Les Experts : Miami (saison 6, épisode 20) : Kurt Rossi
- 2008 : Crash (saison 1) : Adrian Cooper
- 2009 : Southland (saison 1, épisode 3) : Timmy Davis
- 2010 : Entourage (saison 7, épisode 4) : lui-même
- 2010 : Philadelphia (saison 6, épisode 11) : Trucker
- 2011 : Hawaii 5-0 (saison 2) : le capitaine Vincent Fryer
- 2012 : New York, unité spéciale (saison 14, épisode 5) : Lewis Hodda
- 2012 : Perception (saison 1, épisode 7) : Bobby Lonergan
- 2014-2015 : The Red Road (saisons 1-2) : Jack Kopus
- 2015 : New York, unité spéciale (saison 17, épisode 9) : Lewis Hodda
- 2015 : Lucifer (saison 1, épisode 6) : Hank Cutter
- 2016 : Undercover (saison 1, épisode 1) : le capitaine Rogers
- 2016-2017 : Shooter (saison 1) : Hugh Meachum
- 2017 : Twin Peaks: The Return : Anthony Sinclair
- 2021 : Dine n' Dashians (saison 1, épisode 3) : Shh
- 2022 : Barbee Rehab (saison 1) : Docteur Tom
- 2023 : Cobra Kai (saison 6, épisode 1) : J. T. Taggart

### Jeux vidéo
- 2002 : Grand Theft Auto: Vice City : Sonny Forelli (voix)

## Distinctions
(en) Récompenses pour Tom Sizemore sur l’Internet Movie Database

### Récompenses
- Vegas Movie Awards 2021 : meilleur second rôle masculin pour CLEAN et The Electric Man
- Vegas Movie Awards 2022 : 
  - Meilleur second rôle masculin pour Project Skyquake
  - Meilleure distribution d'ensemble pour Amber Road et Project Skyquake (partagée)
- IndieFEST Film Awards 2022 : meilleur second rôle masculin pour The Electric Man
- Accolade Competition Awards 2022 :
  - Meilleur second rôle masculin pour The Electric Man
  - Meilleure distribution d'ensemble pour Amber Road (partagée)

### Nominations
- Saturn Awards 1994 : meilleur second rôle masculin pour Drôles de fantômes

## Voix francophones
En version française, Tom Sizemore est dans un premier temps doublé par Philippe Peythieu  dans Haute Sécurité et Guy Chapellier dans Le Vol de l'Intruder. Par la suite, Renaud Marx devient sa voix la plus régulière, le doublant entre 1991 et 2001 dans Point Break, Drôles de fantômes, Tueurs nés, Le Diable en robe bleue, Il faut sauver le soldat Ryan et La Chute du faucon noir.
Parallèlement, Philippe Peythieu le retrouve dans Piège en eaux troubles.  Il est également doublé durant cette période par Georges Caudron dans Passager 57, Maurice Decoster dans Wyatt Earp, José Luccioni dans  True Romance, Emmanuel Jacomy dans Strange Days, Jean-Michel Farcy dans Heat, Érik Colin dans Relic, Patrick Floersheim dans La Famille trahie, Jean-Jacques Nervest dans Témoins sous contrôle, Gérard Berner dans Ennemi d'État et Pierre Dourlens dans Explosion imminente. Patrick Raynal le double dans À tombeau ouvert et dans Pearl Harbor. 
Patrick Guillemin le double de 2000 à 2009 dans Planète rouge, Dreamcatcher et Crash.  Hervé Caradec  le double en 2002 dans  Los Angeles : Division homicide et Michel Vigné en 2004 dans Paparazzi : Objectif chasse à l'homme.
De 2013 à 2020, Renaud Marx le retrouve dans Company of Heroes, Hawaii 5-0, USS Indianapolis: Men of Courage, Twin Peaks, The Secret Man: Mark Felt et Quad. En parallèle, Michel Voletti le double dans En territoire ennemi 4 : Opération Congo et Jean-Michel Vovk dans The Red Road, tandis que Hervé Caradec le retrouve dans Bad Luck, de même que José Luccioni dans Shooter.